# پیتزو دی مادئی
پیتزو دی مادئی (به لاتین: Pizzo di Madéi) یک کوه در سوئیس است که در کانتون تیچینو واقع شده‌است. پیتزو دی مادئی ۲٬۵۵۱ متر بالاتر از سطح دریا واقع شده‌است.